# 로베르트 안드리히
로베르트 안드리히(독일어: Robert Andrich, 1994년 9월 22일 ~ )는 독일의 축구 선수이다. 그의 포지션은 중앙 미드필더로, 현재 분데스리가의 바이어 레버쿠젠에서 활약하고 있다.

## 구단 경력
헤르타 BSC에서 프로 선수 생활을 시작해 뒤나모 드레스덴과 SV 베헨 비스바덴을 거쳤다. 2018년 1월, 안드리히는 2018-19 시즌 1. FC 하이덴하임에 합류할 것으로 발표되었다.
우니온 베를린에서 두 시즌을 보낸 후, 안드리히는 같은 분데스리가의 바이어 레버쿠젠과 2026년까지 5년 계약을 맺고 이적했다. 2022년 9월 13일, 그는 2-0으로 이긴 아틀레티코 마드리드와의 UEFA 챔피언스리그 경기에서 선제골을 넣으며 유럽대항전 데뷔골을 기록했다.

## 국가대표팀 경력
안드리히는 2011년부터 2013년까지 독일 청소년 국가대표팀에서 활약했다.
2023년 10월, 그는 미국과 멕시코와의 친선 경기를 앞두고 독일 성인 국가대표팀에 처음으로 차출되었다.